# Język celtyberyjski
Język celtyberyjski (północno-wschodni hispano-celtycki) – zespół wymarłych dialektów celtyckich, używanych przez zamieszkujących północno-wschodnią część Półwyspu Iberyjskiego Celtyberów najdalej do I w. p.n.e. Język jest poświadczony bezpośrednio poprzez około 200 inskrypcji pochodzących głównie z II i I w. p.n.e., zapisanych celtyberyjską mutacją pisma iberyjskiego oraz alfabetem łacińskim. Dodatkowo, zachowane do dzisiaj są celtyberyjskie nazwy własne. Celtyberyjski grupuje się wraz z językiem galijskim i innymi starożytnymi językami celtyckimi w parafiletyczną podgrupę kontynentalną, ale niewielka ilość materiału źródłowego nie pozwala na ustalenie dokładnych zależności między nimi. Archaiczne cechy w fonetyce i morfologii skłaniają badaczy do twierdzenia, że był to pierwszy język celtycki, który odłączył się od praceltyckiej wspólnoty językowej.